# ليدي جيسيكا
ليدي جيسيكا (بالإنجليزية: Lady Jessica) هي شخصية خيالية من سلسلة عالم كثيب التي ألَّفها فرانك هربرت. كانت جيسيكا شخصية رئيسية في رواية كثيب التي صدرت في الفترة من 1963 إلى 1965، كما لعبت دورًا مهمًا في الجزء اللاحق ذرية كثيب (1976). تم تسجيل الأحداث المحيطة بحمل جيسيكا وولادتها وسنواتها الأولى مع ليتو في ثلاثيات المقدمة بادئة سلسلة كثيب (1999–2001) وكلادان (2020–2022) من تأليف برايان هربرت وكيفن ج. أندرسون. تم إرجاع الشخصية كغولا في تتمة هربرت/أندرسون التي اختتمت السلسلة الأصلية، صيادو كثيب (2006) وديدان رمال كثيب (2007).